# Suyu-dong
Suyu-dong (koreanska: 수유동)  är en stadsdel i huvudstaden Seoul i Sydkorea.  Den ligger i stadsdistriktet Gangbuk-gu. 

## Indelning
Administrativt är Suyu-dong indelat i:
| Namn    | Namn             | Yta km² | Invånare 31 dec 2020 |
| ------- | ---------------- | ------- | -------------------- |
| 수유1동 | Suyu 1(il)-dong  | 1,67    | 21 468               |
| 수유2동 | Suyu 2(i)-dong   | 0,57    | 21 595               |
| 수유3동 | Suyu 3(sam)-dong | 0,72    | 23 907               |